# Großsteingräber bei Goldenbow
Die Großsteingräber bei Goldenbow waren drei megalithische Grabanlagen der jungsteinzeitlichen Trichterbecherkultur bei Goldenbow, einem Ortsteil von Vellahn im Landkreis Ludwigslust-Parchim (Mecklenburg-Vorpommern). Sie wurden im 19. Jahrhundert zerstört. Johann Ritter untersuchte die Gräber 1840. Ewald Schuldt führt drei Gräber bei Goldenbow (Friedrichsruhe) an; hierbei handelt es sich aber um eine Verwechslung mit den drei Anlagen bei Vellahn.

## Lage
Die Gräber befanden sich auf dem zu Goldenbow gehörenden Vorwerk Friedrichshof, westlich der Straße von Vellahn nach Albertinenhof im Birkholz. Die Gräber lagen in einer nord-südlichen Reihe. Nur wenige Meter südlich der Großsteingräber lagen vier bronzezeitliche Grabhügel.

## Beschreibung

### Grab 1
Grab 1 war ein ost-westlich orientiertes, rechteckiges kammerloses Hünenbett mit einer Länge von 80 Fuß (ca. 24 m) und einer Breite von 18 Fuß (ca. 5,4 m). Es besaß bei Ritters Untersuchung noch eine steinerne Umfassung und eine 3–4 Fuß (ca. 0,9–1,2 m) hohe Hügelschüttung. Ritter fand hier einige Keramikscherben.

### Grab 2
Grab 2 lag etwa 30 m südlich von Grab 1. Es handelte sich ebenfalls um ein ost-westlich orientiertes kammerloses Hünenbett. Es hatte eine Länge von 75 Fuß (ca. 22,5 m) und eine Breite von 20 Fuß (ca. 6 m). An seinem westlichen Ende lag ein Steinkreis mit einem Durchmesser von 36 Fuß (ca. 10,8 m). Er umschloss eine 6 Fuß (ca. 1,8 m) hohe Hügelschüttung. Auf der Oberfläche des Hügels lag ein Stein von 8 Fuß (ca. 2,4 m) Länge und 3–5 (ca. 0,9–1,5 m) Fuß Dicke. Darunter waren zwei Schichten flacher Steine angebracht, die offenbar Stufen bildeten. Der Hügel im Steinkreis war fundleer, im Hünenbett wurden wiederum Keramikscherben gefunden.

### Grab 3
Weitere 30 m südlich lag Grab 3. Auch hier handelte es sich um ein ost-westlich orientiertes kammerloses Hünenbett. Es hatte eine Länge von 110 Fuß (ca. 33 m) und eine Breite von 18 Fuß (ca. 5,4 m). Ritter fand hier Keramikscherben, aber auch zwei vollständige Gefäße. Sie lagen 13,5 m vom östlichen Ende des Hünenbetts und 0,9 m voneinander entfernt. In ihrer Nähe lagen mehrere kleine flache und runde Steine. Beide Gefäße enthielten Knochen.